# Glow (banda)
Glow es una banda madrileña de Doom Rock que visita lugares previamente explorados por Soundgarden, The Obssessed, Trouble, Spiritual Beggars, Pentagram y Black Sabbath.

## Formación
- Miguel - Bajo y coros
- Charly - Guitarra
- Juan Luis - Guitarra
- Ricky - Batería
- Ralph - Voz

## Discografía
- Dive into the sun (2006) [Alone Records]
- Gone, but never forgotten (2004)
- Living on borrowed time DEMO (2003)